# Wojciech Zyms
Wojciech Zyms (ur. 1940, zm. 4 sierpnia 2012 w Wielkiej Brytanii) – prezenter „Dziennika Telewizyjnego” w latach 70., współtwórca Lata z Radiem, korespondent dziennika „Trybuna” w Wielkiej Brytanii, syn Jerzego Nela i Ireny Zyms-Nowickiej, ojciec Andrzeja i Agnieszki Zymsów.
W filmie krótkometrażowym Misja z 1975 r., wyświetlanym w programie „Salonu Niezależnych” pod tym samym tytułem, pojawia się fragment autentycznego wydania „Dziennika Telewizyjnego” z Zymsem czytającym wiadomości. W Misji Zyms przedstawiony jest jako Człowiek W Ciemnych Okularach – Władca Ciemnej Krainy, przed którym ptak Dudi ostrzega Pieczątkę (Janusz Weiss), Dziada (Jacek Kleyff) i Waldka (Michał Tarkowski), bohaterów z tytułową misją.